# Orhideea Towers
Orhideea Towers este o clădire de birouri de clasă A situată în vestul Bucureștiului, în vecinătatea Universității Politehnica și a campusului Regie. Complexul cuprinde două clădiri de birouri, unul cu 17 etaje și 85 metri înălțime și celălalt cu 13 etaje și 64 metri înălțime având o suprafață totală închiriabilă de 37.000 m2 (400.000 sq ft). Clădirea de 85 m este una dintre cele mai înalte din București. Construcția clădirii a început în octombrie 2015 și a fost finalizată în 2018 având un cost total estimat la 75 milioane de euro. 

## References
1. ↑  „Office development project in Bucharest” (în Romanian). caimmo.com. 2 iulie 2016. Arhivat din original la 30 mai 2016. Accesat în 16 decembrie 2017.
2. ↑  „Orhideea Towers”. Porr Construct. Arhivat din original la 9 august 2016. Accesat în 24 iunie 2016.
3. ↑  Ziarul Financiar. „Primii chiriași ai Orhideea Towers se mută până la sfârșitul verii, gradul de ocupare a ajuns la 90%”. Accesat în 4 ianuarie 2019.